# Heorhij Čymerys
Heorhij Čymerys (in ucraino Георгій Чимерис?; 5 ottobre 1972) è un pentatleta ucraino.

## Palmarès
In carriera ha conseguito i seguenti risultati:
- Europei

Drzonków 1999: argento nel pentathlon moderno staffetta a squadre.